# Svibanjski prevrat 1903.
Svibanjski prevrat (srp.: Majski prevrat) bio je vojni udar u kojem je skupina srpskih vojnih časnika predvođenih Dragutinom Dimitrijevićem-Apisom ubila srpskog kralja Aleksandra Obrenovića i njegovu ženu kraljicu Dragu te na srpsko prijestolje ustoličila dinastiju Karađorđevića. Prevrat je imao značajan utjecaj na politiku Kraljevine Srbije, jer je svrgnuta dinastija Obrenovića vodila pro-austrougarsku politiku, dok su se novoustoličeni Karađorđevići u politici počeli oslanjati na Francusku.
Vojni časnici koji su proveli prevrat iz 1903. godine imat će u godinama do početka Prvog svjetskog rata veliki utjecaj na vlast u Srbiji, koja će podržati njihove agresivne planove da se organiziraju četnički odredi koji će provoditi gerilske aktivnosti na području Turske, a po mogućnosti i na području Bosne i Hercegovine pod Austrijskom vlašću. Oni su osnovali tajnu velikosrpsku organizaciju Crna ruka, u kojoj će osloncem na srpsku vojsku i obavještajne službe 1914. god. organizirati atentat na austro-ugarskog prestolonasljednika nadvojvodu Ferdinanda, što je bio povod Prvom svjetskom ratu.

## Kontekst
Nakon postupnog oslobađanja od Osmanskog carstva, Srbijom su vladale dvije suparničke obitelji: Karađorđevići i Obrenovići. Dok su Obrenovići bili pro-austrijski, Karađorđevići su bili pro-ruski, pa su obje strane dobivale financijski podršku svojih saveznika. Nakon što je u svibnju 1868. godine ubijen Mihajlo Obrenović, na prijestolje je došao njegov rođak Milan. Osim što je zbog autokratske vladavine Milan bio nepopularan, imao je tu nesreću da je nakon Sanstefanskog mira Rusija svoju podršku dala Bugarskoj, zbog čega se on okrenuo Austro-Ugarskoj. Milan se proglasio kraljem 1882., ali su ga poraz u ratu protiv Bugarske 1885. i nasilno gušenje Timočke bune učinili dodatno nepopularnim. Krajem prosinca 1888. Milan je pod pritiskom Narodne radikalne stranke uveo novi ustav čime je država postala parlamentarna demokracija, a zatim abdicirao u korist svog sina Aleksandra, te se povukao u Pariz kako bi živio kao običan građanin. Godine 1981. kralj Aleksandar i Nikola Pašić posjetili su Rusiju u kojoj su od cara Aleksandra III dobili uvjerenje da Rusija ni u kojem slučaju neće podržati pripajanje BiH Austro-Ugarskoj i da će Rusi podržati srpske interese u Makedoniji i tzv. "staroj Srbiji" što je bio naziv za područje nekadašnjeg Dušanovog carstva. Aleksandrovoj majci – staroj kraljici Nataliji bio je zabranjen ulaz u Beograd, pa je živjela u francuskom gradu Biaritzu u društvu buduće kraljice Drage. Prlikom jednog posjeta svojoj majci, Aleksandar se zaljubio u majčinu dvorsku damu Dragu, koja je bila dvanaest godina starija udovica jednog inženjera. Aleksandrov otac ga je u međuvremenu pozvao u Beč, gdje je Aleksandar dodjelio orden austro-ugarskom upravitelju BiH i ministru financija Benniju Kallayu, što je u Srbiji odjeknulo negativno zbog vlastitih interesa u Bosni koji su bili u sukobu s Kallayjem. Nakon što se bivši kralj Milan u listopadu 1897. vratio u Srbiju, on i nova državna vlada počeli su Aleksandru tražiti princezu zapadnog porijekla za brak, ignorirajući činjenicu da se Milan tada već redovito viđao s majčnom dvorskom damom Dragom. Milan je uskoro objavio zaruke s Dragom, što je izazvalo neodobravanje roditelja i srpskog establišmenta. Par se konačno oženio 23. srpnja 1900. a kraljica je uskoro navodno zatrudnila. Prema jednom tajnom izvješću, međutim, za Dragu se tvrdilo da je neplodna, što Aleksandar nije htio potvrditi pa se dogodio skandal kad je ispalo da je Dragina trudnoća bila lažna. Zbog tog skandala ruski je car odbio primiti srpski par na svom dvoru. Kao odgovor, Aleksandar se ponovno počeo približavati Austro-Ugarskoj.

## Urota
Konačno je skupina nezadovoljnih vojnih časnika počela plesti urotu za ubojstvo kraljevskog para. Problem je bio, međutim, što ni Austro-Ugarska ni Rusija zbog međusobnih strahova nisu htjele davati kandidate za srpsku krunu. Konačno je kao kandidat pronađen Petar Karađorević koji je živio u Ženevi životom običnog građanina, no ni on nije želio sudjelovati u ubojstvu te je pristajao samo na abdikaciju, što se urotnicima nije svidjelo jer su smatrali da će uzrokovati građanski rat. Na kraju su se ipak odlučili na atentat. U noći s 28. na 29. svibnja 1903. godine, skupina urotnika predvođenih Dragutinom Dimitrijevićem-Apisom (ujedno kasnijim članom organizacije Crna ruka) ušetala se u kraljevsku rezidenciju i izazvala kaos. Jedan od kralju vjernih vojnika uspio je raniti Apisa. Daljnja istina o događajima je konfuzna, pa tako prema jednoj priči jedan od urotnka primijetio je udubljenja na zidu koja su vodila do tajne prostorije gdje se kraljevski par skrivao. Prema verziji koju je prihvatila TV serija Kraj dinastije Obrenović, kraljevski par se sakrio u maloj sobici koja se nalazila iza zrcala u kraljičinoj garderobi a koja je ujedno imala tajni prolaz do ruskog veleposlanstva. Urotnici su tražili od kralja da izađe a on je na to htio pristati samo ako mu iskažu vjernost. Po jednoj verziji priče oni su zatim lagali da pristaju a po drugoj su prijetili da će raznijeti palaču eksplozivom. Nakon što su izašli, kapetan topništva Mihajlo Ristić ispucao je u kralja i kraljicu svih šest metaka iz svog revolvera, što su potom napravila još dva urotnika. Kraljica je skočila na kralja da ga pokuša zaštititi svojim tijelom, no i nju su propucali te ih zatim osakatili sabljama. Njihova tijela potom su bačena kroz prozor na drugom katu palače u jamu s gnojivom. Prema drugom svjedočanstvu C. L. Sulzbergera koje je ovaj navodno dobio od prijatelja koji je sudjelovao u uroti, kralja i njegovu ženu našli su u svilenoj odjeću u ormaru. Zatim su ih pokušali baciti kroz prozor, a kralj Aleksandar se očajnički držao prstima za okvir prozora dok mu ih nisu odsjekli. Kraljevski par bio je pokopan u crkvi sv. Marka u Beogradu. Iste noći ubijeni su rođaci kraljice: Natalija, Nikodije i Nikola.

## Posljedice
Dana 4. lipnja 1903. srpska narodna skupština za novog kralja proglasila je Petra Karađorđevića, a u Ženevu je poslano izaslanstvo koje ga je trebalo vratiti u Srbiju. On je ustoličen na prijestolje pod imenom Petar I. Nakon ubojstva kralja Srbija je zapala u međunarodnu izolaciju. Rusija i Austro-Ugarska brzo su osudile ubojstvo kraljevstvog para, a njima se pet dana kasnije pridružila i Velika Britanija koja je tražila kažnjavanje krivaca. Nakon što je novi kralj to formalno napravio, odnosi s Ujedinjenim Kraljevstvom popravljeni su. U međuvremenu su urotnici kroz organizaciju Crna ruka počeli dobivati sve više utjecaja u državi, što je kulminiralo Sarajevskim atentatom 1914.